# Вахонин, Григорий Иванович
Григорий Иванович Вахонин (1919—1973) — старший сержант Рабоче-крестьянской Красной армии, участник Великой Отечественной войны, Герой Советского Союза (1944).

## Биография
Родился 25 мая 1919 года в деревне Яново (ныне — Заринский район Алтайского края) в крестьянской семье. Окончил четыре класса школы, после чего работал в колхозе. В 1939 году призван на службу в Рабоче-крестьянскую Красную армию. С декабря 1941 года — на фронтах Великой Отечественной войны. Воевал в дивизионной разведке, неоднократно ходил в разведку, добывал ценные разведданные. К сентябрю 1943 года старший сержант Григорий Вахонин был помощником командира взвода 417-й отдельной разведроты 356-й стрелковой дивизии 61-й армии Центрального фронта. Отличился в боях за освобождение Украинской ССР и битве за Днепр.
29 сентября 1943 года, находясь в тылу противника в районе населённого пункта Радуль Репкинского района Черниговской области, группа Вахонина нанесла неожиданный удар по вражескому отряду, уничтожив 20 солдат и офицеров и захватив в плен 5 «языков». 1 октября 1943 года Вахонин во главе своего отделения, скрытно переправившись через Днепр, пробрался во вражеский тыл. Разведчикам удалось уничтожить две огневые точки, которые вели огонь по переправе советских частей. Вахонин принимал активное участие в боях на плацдарме на западном берегу Днепра, лично уничтожив более 30 вражеских солдат и офицеров.
Указом Президиума Верховного Совета СССР «О присвоении звания Героя Советского Союза генералам, офицерскому, сержантскому и рядовому составу Красной Армии» от 15 января 1944 года за «образцовое выполнение боевых заданий командования по форсированию реки Днепр и проявленные при этом мужество и героизм» старший сержант Григорий Вахонин был удостоен высокого звания Героя Советского Союза с вручением ордена Ленина и медали «Золотая Звезда» за номером 5118.
В октябре 1944 года демобилизован после тяжёлого ранения. Вернулся на родину, работал председателем сельпо в Яново. В 1946 году вступил в ВКП(б). Позднее переехал в Узбекскую ССР, где работал в общепите Ферганской области. С 1965 года проживал и работал к городе Семипалатинске Казахской ССР. Скончался 24 февраля 1973 года.
Был также награждён рядом медалей.